# Cantone di Pau-Est
Il Cantone di Pau-Est era una divisione amministrativa dell'arrondissement di Pau.
È stato soppresso a seguito della riforma complessiva dei cantoni del 2014, che è entrata in vigore con le elezioni dipartimentali del 2015.
Comprendeva parte della città di Pau e i comuni di
- Artigueloutan
- Idron
- Lée
- Nousty
- Ousse